# Katholische Volkspartei (Österreich)
Die Katholische Volkspartei war eine Partei in Österreich-Ungarn, die 1895 aus einer Abspaltung vom konservativen Hohenwart-Klub hervorging. Parteiführer waren Alfred Ebenhoch und Josef von Dipauli.
Die ultramontane und konservative Positionen vertretende Partei war nicht auf eine Nationalität beschränkt, was im Vielvölkerstaat Österreich-Ungarn ungewöhnlich war. In der Katholischen Volkspartei kandidierten bei der Reichsratswahl 1897 Deutsche, Polen und Tschechen katholischer Konfession. Klubobmann war ab 1898 der Tiroler Abgeordnete Theodor Kathrein. Bei der Reichsratswahl 1901 verlor sie 4 von 27 Mandaten. Die Katholische Volkspartei schloss sich mit dem ehemaligen Zentrum zum „Katholischen Zentrum“ zusammen und ging 1907 in der Christlichsozialen Partei auf.